# Portugal en la Eurocopa 2024
La Selección de fútbol de Portugal fue uno de los 24 equipos participantes en la Eurocopa 2024, torneo que se disputó en Alemania entre el 14 de junio y el 14 de julio de 2024.

## Clasificación
| Equipo               | Pts | PJ | PG | PE | PP | GF | GC | Dif |
| -------------------- | --- | -- | -- | -- | -- | -- | -- | --- |
| Portugal             | 30  | 10 | 10 | 0  | 0  | 36 | 2  | +34 |
| Eslovaquia           | 22  | 10 | 7  | 1  | 2  | 17 | 8  | +9  |
| Luxemburgo           | 17  | 10 | 5  | 2  | 3  | 13 | 19 | -6  |
| Islandia             | 10  | 10 | 3  | 1  | 6  | 17 | 16 | +1  |
| Bosnia y Herzegovina | 9   | 10 | 3  | 0  | 7  | 9  | 20 | -11 |
| Liechtenstein        | 0   | 10 | 0  | 0  | 10 | 1  | 28 | -27 |

     — Clasificado para la Eurocopa 2024.

     — Play off para la Eurocopa 2024.

### Partidos
| Fecha                    | Ciudad     | Jornada |                      |                                 | Resultado |                                 |                      |
| ------------------------ | ---------- | ------- | -------------------- | ------------------------------- | --------- | ------------------------------- | -------------------- |
| 23 de marzo de 2023      | Lisboa     | 1       | Portugal             | Bandera de Portugal             | 4:0 (1:0) | Bandera de Liechtenstein        | Liechtenstein        |
| 26 de marzo de 2023      | Luxemburgo | 2       | Luxemburgo           | Bandera de Luxemburgo           | 0:6 (0:4) | Bandera de Portugal             | Portugal             |
| 17 de junio de 2023      | Lisboa     | 3       | Portugal             | Bandera de Portugal             | 3:0 (1:0) | Bandera de Bosnia y Herzegovina | Bosnia y Herzegovina |
| 20 de junio de 2023      | Reikiavik  | 4       | Islandia             | Bandera de Islandia             | 0:1 (0:0) | Bandera de Portugal             | Portugal             |
| 8 de septiembre de 2023  | Bratislava | 5       | Eslovaquia           | Bandera de Eslovaquia           | 0:1 (0:1) | Bandera de Portugal             | Portugal             |
| 11 de septiembre de 2023 | Faro Loulé | 6       | Portugal             | Bandera de Portugal             | 9:0 (4:0) | Bandera de Luxemburgo           | Luxemburgo           |
| 13 de octubre de 2023    | Oporto     | 7       | Portugal             | Bandera de Portugal             | 3:2 (2:0) | Bandera de Eslovaquia           | Eslovaquia           |
| 16 de octubre de 2023    | Zenica     | 8       | Bosnia y Herzegovina | Bandera de Bosnia y Herzegovina | 0:5 (0:5) | Bandera de Portugal             | Portugal             |
| 16 de noviembre de 2023  | Vaduz      | 9       | Liechtenstein        | Bandera de Liechtenstein        | 0:2 (0:0) | Bandera de Portugal             | Portugal             |
| 19 de noviembre de 2023  | Lisboa     | 10      | Portugal             | Bandera de Portugal             | 2:0 (1:0) | Bandera de Islandia             | Islandia             |

#### Portugal vs. Liechtenstein
| 23 de marzo de 2023 | Portugal                                              | 4:0 (1:0) | Liechtenstein | Estadio José Alvalade, Lisboa                                                 |                                                                               |
| 19:45 (UTC+0)       | - Cancelo 8' - B. Silva 47' - Ronaldo 51' (pen.), 63' | Reporte   |               | Asistencia: 45 378 espectadores Árbitro(s): Espen Eskås VAR: Martínez Munuera | Asistencia: 45 378 espectadores Árbitro(s): Espen Eskås VAR: Martínez Munuera |

| Uniformes | Uniformes |
| --------- | --------- |
|           |           |

#### Luxemburgo vs. Portugal
| 26 de marzo de 2023 | Luxemburgo | 0:6 (0:4) | Portugal                                                             | Estadio de Luxemburgo, Luxemburgo                                           |                                                                             |
| 20:45 (UTC+2)       |            | Reporte   | - Ronaldo 9', 31' - Félix 15' - B. Silva 18' - Otávio 77' - Leão 88' | Asistencia: 9231 espectadores Árbitro(s): Radu Petrescu VAR: Ovidiu Haţegan | Asistencia: 9231 espectadores Árbitro(s): Radu Petrescu VAR: Ovidiu Haţegan |

| Uniformes | Uniformes |
| --------- | --------- |
|           |           |

#### Portugal vs. Bosnia y Herzegovina
| 17 de junio de 2023 | Portugal                              | 3:0 (1:0) | Bosnia y Herzegovina | Estádio da Luz, Lisboa                                                            |                                                                                   |
| 19:45 (UTC+1)       | - B. Silva 44' - Fernandes 77', 90+3' | Reporte   |                      | Asistencia: 55 058 espectadores Árbitro(s): Davide Massa VAR: Massimiliano Irrati | Asistencia: 55 058 espectadores Árbitro(s): Davide Massa VAR: Massimiliano Irrati |

| Uniformes | Uniformes |
| --------- | --------- |
|           |           |

#### Islandia vs. Portugal
| 20 de junio de 2023 | Islandia | 0:1 (0:0) | Portugal    | Laugardalsvöllur, Reikiavik                                                   |                                                                               |
| 18:45 (UTC+0)       |          | Reporte   | Ronaldo 89' | Asistencia: 8600 espectadores Árbitro(s): Daniel Siebert VAR: Bastian Dankert | Asistencia: 8600 espectadores Árbitro(s): Daniel Siebert VAR: Bastian Dankert |

| Uniformes | Uniformes |
| --------- | --------- |
|           |           |

#### Eslovaquia vs. Portugal
| 8 de septiembre de 2023 | Eslovaquia | 0:1 (0:1) | Portugal      | Tehelné pole, Bratislava                                                     |                                                                              |
| 20:45                   |            | Reporte   | Fernandes 43' | Asistencia: 21 473 espectadores Árbitro(s): Glenn Nyberg VAR: Pol van Boekel | Asistencia: 21 473 espectadores Árbitro(s): Glenn Nyberg VAR: Pol van Boekel |

| Uniformes | Uniformes |
| --------- | --------- |
|           |           |

#### Portugal vs. Luxemburgo
| 11 de septiembre de 2023 | Portugal                                                                                     | 9:0 (4:0) | Luxemburgo | Estadio Algarve, Faro-Loulé                                                 |                                                                             |
| 19:45 (UTC+1)            | - Inácio 12', 45+4' - Ramos 17', 33' - Jota 57', 77' - Horta 67' - Fernandes 83' - Félix 88' | Reporte   |            | Asistencia: 18 932 espectadores Árbitro(s): John Brooks VAR: Stuart Attwell | Asistencia: 18 932 espectadores Árbitro(s): John Brooks VAR: Stuart Attwell |

| Uniformes | Uniformes |
| --------- | --------- |
|           |           |

#### Portugal vs. Eslovaquia
| 13 de octubre de 2023 | Portugal                              | 3:2 (2:0) | Eslovaquia                 | Estádio do Dragão, Oporto                                                             |                                                                                       |
| 19:45 (UTC+1)         | - Ramos 18' - Ronaldo 29' (pen.), 72' | Reporte   | - Hancko 69' - Lobotka 80' | Asistencia: 46 601 espectadores Árbitro(s): Tasos Sidiropoulos VAR: Angelos Evangelou | Asistencia: 46 601 espectadores Árbitro(s): Tasos Sidiropoulos VAR: Angelos Evangelou |

| Uniformes | Uniformes |
| --------- | --------- |
|           |           |

#### Bosnia y Herzegovina vs. Portugal
| 16 de octubre de 2023 | Bosnia y Herzegovina | 0:5 (0:5) | Portugal                                                           | Estadio Bilino Polje, Zenica                                                    |                                                                                 |
| 20:45 (UTC+2)         |                      | Reporte   | - Ronaldo 5' (pen.), 20' - Fernandes 25' - Cancelo 32' - Félix 41' | Asistencia: 13 047 espectadores Árbitro(s): Halil Umut Meler VAR: Benoît Millot | Asistencia: 13 047 espectadores Árbitro(s): Halil Umut Meler VAR: Benoît Millot |

| Uniformes | Uniformes |
| --------- | --------- |
|           |           |

#### Portugal vs. Islandia
| 19 de noviembre de 2023 | Portugal                    | 2:0 (1:0) | Islandia | Estadio José Alvalade, Lisboa                                                                     |                                                                                                   |
| 19:45 (UTC+0)           | - Fernandes 37' - Horta 66' | Reporte   |          | Asistencia: 45 655 espectadores Árbitro(s): Anastásios Papapétrou VAR: Aristotélis Diamandópoulos | Asistencia: 45 655 espectadores Árbitro(s): Anastásios Papapétrou VAR: Aristotélis Diamandópoulos |

| Uniformes | Uniformes |
| --------- | --------- |
|           |           |

#### Liechtenstein vs. Portugal
| 16 de noviembre de 2023 | Liechtenstein | 0:2 (0:0) | Portugal                    | Rheinpark Stadion, Vaduz                                                      |                                                                               |
| 20:45 (UTC+1)           |               | Reporte   | - Ronaldo 46' - Cancelo 57' | Asistencia: 5749 espectadores Árbitro(s): Mohammed Al-Hakim VAR: Jonas Hansen | Asistencia: 5749 espectadores Árbitro(s): Mohammed Al-Hakim VAR: Jonas Hansen |

| Uniformes | Uniformes |
| --------- | --------- |
|           |           |

## Preparación

### Amistosos de preparación
| Fecha               | Ciudad    | Competición |           |                      | Resultado |                      |           |
| ------------------- | --------- | ----------- | --------- | -------------------- | --------- | -------------------- | --------- |
| 21 de marzo de 2024 | Guimarães | Amistoso    | Portugal  | Bandera de Portugal  | 5:2 (3:0) | Bandera de Suecia    | Suecia    |
| 26 de marzo de 2024 | Liubliana | Amistoso    | Eslovenia | Bandera de Eslovenia | 2:0 (0:0) | Bandera de Portugal  | Portugal  |
| 4 de junio de 2024  | Lisboa    | Amistoso    | Portugal  | Bandera de Portugal  | 4:2 (2:0) | Bandera de Finlandia | Finlandia |
| 8 de junio de 2024  | Oeiras    | Amistoso    | Portugal  | Bandera de Portugal  | 1:2 (0:1) | Bandera de Croacia   | Croacia   |
| 11 de junio de 2024 | Aveiro    | Amistoso    | Portugal  | Bandera de Portugal  | 3:0 (1:0) | Bandera de Irlanda   | Irlanda   |

### Amistosos previos
| 21 de marzo de 2024 | Portugal                                                       | 5:2 (3:0) | Suecia                       | Estadio Dom Afonso Henriques, Guimarães                       |                                                               |
| 19:45 (UTC+0)       | - Leão 24' - Nunez 33' - Fernandes 45' - Bruma 57' - Ramos 61' | Reporte   | - Gyökeres 58' - Nilsson 90' | Asistencia: 27 532 espectadores Árbitro(s): Ricardo de Burgos | Asistencia: 27 532 espectadores Árbitro(s): Ricardo de Burgos |

| Uniformes | Uniformes |
| --------- | --------- |
|           |           |

| 26 de marzo de 2024 | Eslovenia                    | 2:0 (0:0) | Portugal | Estadio Stožice, Liubliana                               |                                                          |
| 20:45 (UTC+1)       | - Čerin 72' - Max Elšnik 80' | Reporte   |          | Asistencia: 16 432 espectadores Árbitro(s): Irfan Peljto | Asistencia: 16 432 espectadores Árbitro(s): Irfan Peljto |

| Uniformes | Uniformes |
| --------- | --------- |
|           |           |

| 4 de junio de 2024 | Portugal                                            | 4:2 (2:0) | Finlandia        | Estadio José Alvalade, Lisboa                                         |                                                                       |
| 18:45 (UTC+1)      | - Dias 17' - Jota 45+4' (pen.) - Fernandes 55', 84' | Reporte   | - Pukki 72' (77) | Asistencia: 43 125 espectadores Árbitro(s): Christian-Petru Ciochirca | Asistencia: 43 125 espectadores Árbitro(s): Christian-Petru Ciochirca |

| Uniformes | Uniformes |
| --------- | --------- |
|           |           |

| 8 de junio de 2024 | Portugal   | 1:2 (0:1) | Croacia                          | Estadio Nacional, Oeiras                                |                                                         |
| 17:45 (UTC+1)      | - Jota 48' | Reporte   | - Modrić 8' (pen.) - Budimir 56' | Asistencia: 37 500 espectadores Árbitro(s): Harm Osmers | Asistencia: 37 500 espectadores Árbitro(s): Harm Osmers |

| Uniformes | Uniformes |
| --------- | --------- |
|           |           |

| 11 de junio de 2024 | Portugal                       | 3:0 (1:0) | Irlanda | Estadio municipal de Aveiro, Aveiro                        |                                                            |
| 19:45 (UTC+1)       | - Félix 18' - Ronaldo 50', 60' | Reporte   |         | Asistencia: 27 024 espectadores Árbitro(s): Chris Kavanagh | Asistencia: 27 024 espectadores Árbitro(s): Chris Kavanagh |

| Uniformes | Uniformes |
| --------- | --------- |
|           |           |

## Plantel

### Lista de convocados
Entrenador:  Roberto Martínez
La lista final de 26 jugadores se dio a conocer el 21 de mayo de 2024. Sin embargo, el 3 de junio de 2024, se anunció que Otávio se perdía la competencia por una lesión y que su reemplazo era Matheus Nunes.
| No. | Pos. | Jugador             | Fecha de nacimiento (edad)         | Apa. | Goles | Club                    |
| --- | ---- | ------------------- | ---------------------------------- | ---- | ----- | ----------------------- |
| 1   | POR  | Rui Patrício        | 15 de febrero de 1988 (36 años)    | 108  | 0     | Roma                    |
| 2   | DEF  | Nélson Semedo       | 16 de noviembre de 1993 (30 años)  | 30   | 0     | Wolverhampton Wanderers |
| 3   | DEF  | Pepe                | 26 de febrero de 1983 (41 años)    | 137  | 8     | Porto                   |
| 4   | DEF  | Rúben Dias          | 14 de mayo de 1997 (27 años)       | 56   | 3     | Manchester City         |
| 5   | DEF  | Diogo Dalot         | 19 de junio de 2002 (21 años)      | 20   | 2     | Manchester United       |
| 6   | MED  | João Palhinha       | 9 de julio de 1995 (28 años)       | 27   | 2     | Fulham                  |
| 7   | DEL  | Cristiano Ronaldo   | 5 de febrero de 1985 (39 años)     | 207  | 130   | Al-Nassr                |
| 8   | MED  | Bruno Fernandes     | 8 de septiembre de 1994 (29 años)  | 67   | 22    | Manchester United       |
| 9   | DEL  | Gonçalo Ramos       | 20 de junio de 2001 (22 años)      | 13   | 8     | Paris Saint-Germain     |
| 10  | MED  | Bernardo Silva      | 10 de agosto de 1994 (29 años)     | 89   | 11    | Manchester City         |
| 11  | DEL  | João Félix          | 10 de noviembre de 1999 (24 años)  | 39   | 8     | Barcelona               |
| 12  | POR  | José Sá             | 17 de enero de 1993 (31 años)      | 2    | 0     | Wolverhampton Wanderers |
| 13  | MED  | Danilo Pereira      | 9 de septiembre de 1991 (32 años)  | 73   | 2     | Paris Saint-Germain     |
| 14  | DEF  | Gonçalo Inácio      | 25 de agosto de 2001 (22 años)     | 9    | 2     | Sporting Lisboa         |
| 15  | MED  | João Neves          | 27 de septiembre de 2004 (19 años) | 7    | 0     | Benfica                 |
| 16  | MED  | Matheus Nunes       | 27 de agosto de 1998 (25 años)     | 14   | 2     | Manchester City         |
| 17  | DEL  | Rafael Leão         | 10 de junio de 1999 (25 años)      | 27   | 4     | Milan                   |
| 18  | MED  | Rúben Neves         | 13 de mayo de 1997 (27 años)       | 47   | 0     | Al-Hilal                |
| 19  | DEF  | Nuno Mendes         | 19 de junio de 2002 (21 años)      | 23   | 0     | Paris Saint-Germain     |
| 20  | DEF  | João Cancelo        | 27 de mayo de 1994 (30 años)       | 54   | 10    | Barcelona               |
| 21  | DEL  | Diogo Jota†         | 4 de diciembre de 1996 (27 años)   | 39   | 14    | Liverpool               |
| 22  | POR  | Diogo Costa         | 19 de septiembre de 1999 (24 años) | 22   | 0     | Porto                   |
| 23  | MED  | Vitinha             | 13 de febrero de 2000 (24 años)    | 17   | 0     | Paris Saint-Germain     |
| 24  | DEF  | António Silva       | 30 de octubre de 2003 (20 años)    | 11   | 0     | Benfica                 |
| 25  | MED  | Pedro Neto          | 9 de marzo de 2000 (24 años)       | 7    | 1     | Wolverhampton Wanderers |
| 26  | DEL  | Francisco Conceição | 14 de diciembre de 2002 (21 años)  | 2    | 0     | Porto                   |

## Torneo
Tras el sorteo celebrado en Hamburgo el 23 de marzo de 2024 Portugal quedó integrada en un Grupo F en el que también estarán Turquía, Georgia y República Checa.

### Partidos
| Fecha       | Ciudad        | Instancia        |          |                     | Resultado    |                            |                 |
| ----------- | ------------- | ---------------- | -------- | ------------------- | ------------ | -------------------------- | --------------- |
| 18 de junio | Leipzig       | Fase de grupos   | Portugal | Bandera de Portugal | 2:1 (0:0)    | Bandera de República Checa | República Checa |
| 22 de junio | Dortmund      | Fase de grupos   | Turquía  | Bandera de Turquía  | 0:3 (0:2)    | Bandera de Portugal        | Portugal        |
| 26 de junio | Gelsenkirchen | Fase de grupos   | Georgia  | Bandera de Georgia  | 2:0 (1:0)    | Bandera de Portugal        | Portugal        |
| 1 de julio  | Fráncfort     | Octavos de final | Portugal | Bandera de Portugal | 0:0 (3:0 p.) | Bandera de Eslovenia       | Eslovenia       |
| 5 de julio  | Hamburgo      | Cuartos de final | Portugal | Bandera de Portugal | 0:0 (3:5 p.) | Bandera de Francia         | Francia         |

### Primera fase
| Equipo          | Pts | PJ | PG | PE | PP | GF | GC | Dif |
| --------------- | --- | -- | -- | -- | -- | -- | -- | --- |
| Portugal        | 6   | 3  | 2  | 0  | 1  | 5  | 3  | +2  |
| Turquía         | 6   | 3  | 2  | 0  | 1  | 5  | 5  | 0   |
| Georgia         | 4   | 3  | 1  | 1  | 1  | 4  | 4  | 0   |
| República Checa | 1   | 3  | 0  | 1  | 2  | 3  | 5  | –2  |

|  | Clasificados a los Octavos de final.          |
|  | Posible clasificación a los Octavos de final. |

#### Portugal vs. República Checa
| 18 de junio de 2024, 21:00 | Portugal                              | 2:1 (0:0) | República Checa | Leipzig Stadium, Leipzig                                                         |                                                                                  |
| | - Hranáč 69' (a.g.) - Conceição 90+2' | Reporte   | Provod 62'      | Asistencia: 38 421 espectadores Árbitro(s): Marco Guida VAR: Massimiliano Irrati | Asistencia: 38 421 espectadores Árbitro(s): Marco Guida VAR: Massimiliano Irrati |
| Cristiano Ronaldo rompió el récord como el jugador con más Eurocopas disputadas con seis ediciones del torneo. Por otra parte, Pepe se convirtió en el jugador de más edad en disputar un partido en la historia de la Eurocopa, con 41 años y 113 días. |                                       |           |                 |                                                                                  |                                                                                  |

| 22         | Guardameta     | Diogo Costa       |     |
| 5          | Defensa        | Diogo Dalot       | 63' |
| 3          | Defensa        | Pepe              |     |
| 4          | Defensa        | Rúben Dias        |     |
| 20         | Centrocampista | João Cancelo      | 90' |
| 10         | Centrocampista | Bernardo Silva    |     |
| 8          | Centrocampista | Bruno Fernandes   |     |
| 23         | Centrocampista | Vitinha           | 90' |
| 19         | Centrocampista | Nuno Mendes       | 90' |
| 7          | Delantero      | Cristiano Ronaldo |     |
| 17         | Delantero      | Rafael Leão       | 63' |
| Entrenador | Entrenador     | Roberto Martínez  |     |

| 1          | Guardameta     | Jindřich Staněk |       |
| 3          | Defensa        | Tomáš Holeš     | 90+3' |
| 4          | Defensa        | Robin Hranáč    |       |
| 18         | Defensa        | Ladislav Krejčí |       |
| 5          | Centrocampista | Vladimír Coufal |       |
| 25         | Centrocampista | Pavel Šulc      | 79'   |
| 22         | Centrocampista | Tomáš Souček    |       |
| 14         | Centrocampista | Lukáš Provod    | 79'   |
| 12         | Centrocampista | David Douděra   |       |
| 11         | Delantero      | Jan Kuchta      | 60'   |
| 10         | Delantero      | Patrik Schick   | 60'   |
| Entrenador | Entrenador     | Ivan Hašek      |       |

| 14 | Defensa        | Gonçalo Inácio      | 63' |
| 21 | Delantero      | Diogo Jota          | 63' |
| 2  | Defensa        | Nélson Semedo       | 90' |
| 25 | Centrocampista | Pedro Neto          | 90' |
| 26 | Delantero      | Francisco Conceição | 90' |

| 20 | Centrocampista | Ondřej Lingr  | 60'   |
| 13 | Delantero      | Mojmír Chytil | 60'   |
| 7  | Centrocampista | Antonín Barák | 79'   |
| 8  | Centrocampista | Petr Ševčík   | 79'   |
| 19 | Delantero      | Tomáš Chorý   | 90+3' |

| Anotado · Autogol | 69'   | Robin Hranáč        | 1:1 |
| Anotado           | 90+2' | Francisco Conceição | 2:1 |

| Anotado | 62' | Lukáš Provod | 0:1 |

| Amonestado | 39'   | Rafael Leão         |
| Amonestado | 90+3' | Francisco Conceição |

| Amonestado | 57' | Patrik Schick |

| Árbitro             | Marco Guida         |
| Árbitros asistentes | Filippo Meli        |
| Árbitros asistentes | Giorgio Peretti     |
| Cuarto árbitro      | Rade Obrenović      |
| Quinto árbitro      | Jure Prapotnik      |
| VAR                 | Massimiliano Irrati |
| Adicional VAR       | Paolo Valeri        |
| Adicional VAR       | Fedayi San          |

| 22         | Guardameta     | Diogo Costa       |     |
| 5          | Defensa        | Diogo Dalot       | 63' |
| 3          | Defensa        | Pepe              |     |
| 4          | Defensa        | Rúben Dias        |     |
| 20         | Centrocampista | João Cancelo      | 90' |
| 10         | Centrocampista | Bernardo Silva    |     |
| 8          | Centrocampista | Bruno Fernandes   |     |
| 23         | Centrocampista | Vitinha           | 90' |
| 19         | Centrocampista | Nuno Mendes       | 90' |
| 7          | Delantero      | Cristiano Ronaldo |     |
| 17         | Delantero      | Rafael Leão       | 63' |
| Entrenador | Entrenador     | Roberto Martínez  |     |

| 1          | Guardameta     | Jindřich Staněk |       |
| 3          | Defensa        | Tomáš Holeš     | 90+3' |
| 4          | Defensa        | Robin Hranáč    |       |
| 18         | Defensa        | Ladislav Krejčí |       |
| 5          | Centrocampista | Vladimír Coufal |       |
| 25         | Centrocampista | Pavel Šulc      | 79'   |
| 22         | Centrocampista | Tomáš Souček    |       |
| 14         | Centrocampista | Lukáš Provod    | 79'   |
| 12         | Centrocampista | David Douděra   |       |
| 11         | Delantero      | Jan Kuchta      | 60'   |
| 10         | Delantero      | Patrik Schick   | 60'   |
| Entrenador | Entrenador     | Ivan Hašek      |       |

| 14 | Defensa        | Gonçalo Inácio      | 63' |
| 21 | Delantero      | Diogo Jota          | 63' |
| 2  | Defensa        | Nélson Semedo       | 90' |
| 25 | Centrocampista | Pedro Neto          | 90' |
| 26 | Delantero      | Francisco Conceição | 90' |

| 20 | Centrocampista | Ondřej Lingr  | 60'   |
| 13 | Delantero      | Mojmír Chytil | 60'   |
| 7  | Centrocampista | Antonín Barák | 79'   |
| 8  | Centrocampista | Petr Ševčík   | 79'   |
| 19 | Delantero      | Tomáš Chorý   | 90+3' |

| Anotado · Autogol | 69'   | Robin Hranáč        | 1:1 |
| Anotado           | 90+2' | Francisco Conceição | 2:1 |

| Anotado | 62' | Lukáš Provod | 0:1 |

| Amonestado | 39'   | Rafael Leão         |
| Amonestado | 90+3' | Francisco Conceição |

| Amonestado | 57' | Patrik Schick |

| Árbitro             | Marco Guida         |
| Árbitros asistentes | Filippo Meli        |
| Árbitros asistentes | Giorgio Peretti     |
| Cuarto árbitro      | Rade Obrenović      |
| Quinto árbitro      | Jure Prapotnik      |
| VAR                 | Massimiliano Irrati |
| Adicional VAR       | Paolo Valeri        |
| Adicional VAR       | Fedayi San          |

| Estadísticas      | Bandera de Portugal | Bandera de República Checa |
| Tiros             | 19                  | 5                          |
| Tiros a puerta    | 8                   | 1                          |
| Faltas            | 6                   | 9                          |
| Saques de esquina | 13                  | 0                          |
| Penaltis          | 0                   | 0                          |
| Fueras de juego   | 3                   | 1                          |
| Posesión de balón | 69%                 | 31%                        |

#### Turquía vs. Portugal
| 22 de junio de 2024, 18:00 | Turquía | 0:3 (0:2) | Portugal                                            | BVB Stadion Dortmund, Dortmund                                                |                                                                               |
|                            |         | Reporte   | - B. Silva 21' - Akaydin 28' (a.g.) - Fernandes 55' | Asistencia: 61 047 espectadores Árbitro(s): Felix Zwayer VAR: Bastian Dankert | Asistencia: 61 047 espectadores Árbitro(s): Felix Zwayer VAR: Bastian Dankert |

| 12         | Guardameta     | Altay Bayındır      |     |
| 2          | Defensa        | Zeki Çelik          |     |
| 4          | Defensa        | Samet Akaydin       | 75' |
| 14         | Defensa        | Abdülkerim Bardakcı |     |
| 20         | Defensa        | Ferdi Kadıoğlu      |     |
| 10         | Centrocampista | Hakan Çalhanoğlu    |     |
| 22         | Centrocampista | Kaan Ayhan          | 58' |
| 25         | Centrocampista | Yunus Akgün         | 70' |
| 6          | Centrocampista | Orkun Kökçü         | 46' |
| 7          | Centrocampista | Kerem Aktürkoğlu    | 58' |
| 21         | Delantero      | Barış Alper Yılmaz  |     |
| Entrenador | Entrenador     | Vincenzo Montella   |     |

| 22         | Guardameta     | Diogo Costa       |     |
| 20         | Defensa        | João Cancelo      | 68' |
| 4          | Defensa        | Rúben Dias        |     |
| 3          | Defensa        | Pepe              | 83' |
| 19         | Defensa        | Nuno Mendes       |     |
| 23         | Centrocampista | Vitinha           | 88' |
| 6          | Centrocampista | João Palhinha     | 46' |
| 8          | Centrocampista | Bruno Fernandes   |     |
| 10         | Delantero      | Bernardo Silva    |     |
| 7          | Delantero      | Cristiano Ronaldo |     |
| 17         | Delantero      | Rafael Leão       | 46' |
| Entrenador | Entrenador     | Roberto Martínez  |     |

| 11 | Centrocampista | Yusuf Yazıcı  | 46' |
| 19 | Delantero      | Kenan Yıldız  | 58' |
| 16 | Centrocampista | İsmail Yüksek | 58' |
| 8  | Delantero      | Arda Güler    | 70' |
| 3  | Defensa        | Merih Demiral | 75' |

| 18 | Centrocampista | Rúben Neves   | 46' |
| 25 | Centrocampista | Pedro Neto    | 46' |
| 2  | Defensa        | Nélson Semedo | 68' |
| 24 | Defensa        | António Silva | 83' |
| 15 | Centrocampista | João Neves    | 88' |

| Anotado           | 21' | Bernardo Silva  | 0:1 |
| Anotado · Autogol | 28' | Samet Akaydin   | 0:2 |
| Anotado           | 55' | Bruno Fernandes | 0:3 |

| Amonestado | 25' | Abdülkerim Bardakcı |
| Amonestado | 42' | Samet Akaydin       |
| Amonestado | 42' | Zeki Çelik          |

| Amonestado | 39' | Rafael Leão   |
| Amonestado | 45' | João Palhinha |

| Árbitro             | Felix Zwayer          |
| Árbitros asistentes | Stefan Lupp           |
| Árbitros asistentes | Marco Achmüller       |
| Cuarto árbitro      | Jesús Gil Manzano     |
| Quinto árbitro      | Diego Barbero Sevilla |
| VAR                 | Bastian Dankert       |
| Adicional VAR       | Christian Dingert     |
| Adicional VAR       | Rob Dieperink         |

| 12         | Guardameta     | Altay Bayındır      |     |
| 2          | Defensa        | Zeki Çelik          |     |
| 4          | Defensa        | Samet Akaydin       | 75' |
| 14         | Defensa        | Abdülkerim Bardakcı |     |
| 20         | Defensa        | Ferdi Kadıoğlu      |     |
| 10         | Centrocampista | Hakan Çalhanoğlu    |     |
| 22         | Centrocampista | Kaan Ayhan          | 58' |
| 25         | Centrocampista | Yunus Akgün         | 70' |
| 6          | Centrocampista | Orkun Kökçü         | 46' |
| 7          | Centrocampista | Kerem Aktürkoğlu    | 58' |
| 21         | Delantero      | Barış Alper Yılmaz  |     |
| Entrenador | Entrenador     | Vincenzo Montella   |     |

| 22         | Guardameta     | Diogo Costa       |     |
| 20         | Defensa        | João Cancelo      | 68' |
| 4          | Defensa        | Rúben Dias        |     |
| 3          | Defensa        | Pepe              | 83' |
| 19         | Defensa        | Nuno Mendes       |     |
| 23         | Centrocampista | Vitinha           | 88' |
| 6          | Centrocampista | João Palhinha     | 46' |
| 8          | Centrocampista | Bruno Fernandes   |     |
| 10         | Delantero      | Bernardo Silva    |     |
| 7          | Delantero      | Cristiano Ronaldo |     |
| 17         | Delantero      | Rafael Leão       | 46' |
| Entrenador | Entrenador     | Roberto Martínez  |     |

| 11 | Centrocampista | Yusuf Yazıcı  | 46' |
| 19 | Delantero      | Kenan Yıldız  | 58' |
| 16 | Centrocampista | İsmail Yüksek | 58' |
| 8  | Delantero      | Arda Güler    | 70' |
| 3  | Defensa        | Merih Demiral | 75' |

| 18 | Centrocampista | Rúben Neves   | 46' |
| 25 | Centrocampista | Pedro Neto    | 46' |
| 2  | Defensa        | Nélson Semedo | 68' |
| 24 | Defensa        | António Silva | 83' |
| 15 | Centrocampista | João Neves    | 88' |

| Anotado           | 21' | Bernardo Silva  | 0:1 |
| Anotado · Autogol | 28' | Samet Akaydin   | 0:2 |
| Anotado           | 55' | Bruno Fernandes | 0:3 |

| Amonestado | 25' | Abdülkerim Bardakcı |
| Amonestado | 42' | Samet Akaydin       |
| Amonestado | 42' | Zeki Çelik          |

| Amonestado | 39' | Rafael Leão   |
| Amonestado | 45' | João Palhinha |

| Árbitro             | Felix Zwayer          |
| Árbitros asistentes | Stefan Lupp           |
| Árbitros asistentes | Marco Achmüller       |
| Cuarto árbitro      | Jesús Gil Manzano     |
| Quinto árbitro      | Diego Barbero Sevilla |
| VAR                 | Bastian Dankert       |
| Adicional VAR       | Christian Dingert     |
| Adicional VAR       | Rob Dieperink         |

| Estadísticas      | Bandera de Turquía | Bandera de Portugal |
| Tiros             | 10                 | 12                  |
| Tiros a puerta    | 3                  | 3                   |
| Faltas            | 16                 | 8                   |
| Saques de esquina | 9                  | 1                   |
| Penaltis          | 0                  | 0                   |
| Fueras de juego   | 0                  | 4                   |
| Posesión de balón | 44%                | 56%                 |

#### Georgia vs. Portugal
| 26 de junio de 2024, 21:00                                                                                    | Georgia                                    | 2:0 (1:0) | Portugal | Arena AufSchalke, Gelsenkirchen                                            |                                                                            |
| | - Kvaratskhelia 2' - Mikautadze 56' (pen.) | Reporte   |          | Asistencia: 49 616 espectadores Árbitro(s): Sandro Schärer VAR: Fedayi San | Asistencia: 49 616 espectadores Árbitro(s): Sandro Schärer VAR: Fedayi San |
| Georgia logró su primera victoria y, a su vez, primera clasificación a unos octavos de final de una Eurocopa. |                                            |           |          |                                                                            |                                                                            |

| 25         | Guardameta     | Giorgi Mamardashvili  |     |
| 2          | Defensa        | Otar Kakabadze        |     |
| 15         | Defensa        | Giorgi Gvelesiani     | 76' |
| 4          | Defensa        | Guram Kashia          |     |
| 14         | Defensa        | Luka Lochoshvili      | 63' |
| 3          | Defensa        | Lasha Dvali           |     |
| 10         | Centrocampista | Giorgi Chakvetadze    | 81' |
| 6          | Centrocampista | Giorgi Kochorashvili  |     |
| 17         | Centrocampista | Otar Kiteishvili      |     |
| 22         | Delantero      | Georges Mikautadze    |     |
| 7          | Delantero      | Khvicha Kvaratskhelia | 81' |
| Entrenador | Entrenador     | Willy Sagnol          |     |

| 22         | Guardameta     | Diogo Costa         |     |
| 24         | Defensa        | António Silva       | 66' |
| 13         | Defensa        | Danilo Pereira      |     |
| 14         | Defensa        | Gonçalo Inácio      |     |
| 5          | Centrocampista | Diogo Dalot         |     |
| 15         | Centrocampista | João Neves          | 75' |
| 26         | Centrocampista | Francisco Conceição |     |
| 6          | Centrocampista | João Palhinha       | 46' |
| 25         | Centrocampista | Pedro Neto          | 75' |
| 7          | Delantero      | Cristiano Ronaldo   | 66' |
| 11         | Delantero      | João Félix          |     |
| Entrenador | Entrenador     | Roberto Martínez    |     |

| 21 | Centrocampista | Giorgi Tsitaishvili | 63' |
| 5  | Defensa        | Solomon Kvirkvelia  | 76' |
| 20 | Centrocampista | Anzor Mekvabishvili | 81' |
| 9  | Centrocampista | Zuriko Davitashvili | 81' |

| 18 | Centrocampista | Rúben Neves   | 46' |
| 9  | Delantero      | Gonçalo Ramos | 66' |
| 2  | Defensa        | Nélson Semedo | 66' |
| 21 | Delantero      | Diogo Jota    | 75' |
| 16 | Centrocampista | Matheus Nunes | 75' |

| Anotado         | 2'  | Khvicha Kvaratskhelia | 1:0 |
| Anotado · Penal | 57' | Georges Mikautadze    | 2:0 |

| Amonestado | 85' | Anzor Mekvabishvili |

| Amonestado | 28' | Cristiano Ronaldo |
| Amonestado | 44' | Pedro Neto        |
| Amonestado | 53' | Rúben Neves       |

| Árbitro             | Sandro Schärer   |
| Árbitros asistentes | Stefan Lupp      |
| Árbitros asistentes | Bekim Zogaj      |
| Cuarto árbitro      | Mykola Balakin   |
| Quinto árbitro      | Oleksandr Berkut |
| VAR                 | Fedayi San       |
| Adicional VAR       | Willy Delajod    |
| Adicional VAR       | Jérôme Brisard   |

| 25         | Guardameta     | Giorgi Mamardashvili  |     |
| 2          | Defensa        | Otar Kakabadze        |     |
| 15         | Defensa        | Giorgi Gvelesiani     | 76' |
| 4          | Defensa        | Guram Kashia          |     |
| 14         | Defensa        | Luka Lochoshvili      | 63' |
| 3          | Defensa        | Lasha Dvali           |     |
| 10         | Centrocampista | Giorgi Chakvetadze    | 81' |
| 6          | Centrocampista | Giorgi Kochorashvili  |     |
| 17         | Centrocampista | Otar Kiteishvili      |     |
| 22         | Delantero      | Georges Mikautadze    |     |
| 7          | Delantero      | Khvicha Kvaratskhelia | 81' |
| Entrenador | Entrenador     | Willy Sagnol          |     |

| 22         | Guardameta     | Diogo Costa         |     |
| 24         | Defensa        | António Silva       | 66' |
| 13         | Defensa        | Danilo Pereira      |     |
| 14         | Defensa        | Gonçalo Inácio      |     |
| 5          | Centrocampista | Diogo Dalot         |     |
| 15         | Centrocampista | João Neves          | 75' |
| 26         | Centrocampista | Francisco Conceição |     |
| 6          | Centrocampista | João Palhinha       | 46' |
| 25         | Centrocampista | Pedro Neto          | 75' |
| 7          | Delantero      | Cristiano Ronaldo   | 66' |
| 11         | Delantero      | João Félix          |     |
| Entrenador | Entrenador     | Roberto Martínez    |     |

| 21 | Centrocampista | Giorgi Tsitaishvili | 63' |
| 5  | Defensa        | Solomon Kvirkvelia  | 76' |
| 20 | Centrocampista | Anzor Mekvabishvili | 81' |
| 9  | Centrocampista | Zuriko Davitashvili | 81' |

| 18 | Centrocampista | Rúben Neves   | 46' |
| 9  | Delantero      | Gonçalo Ramos | 66' |
| 2  | Defensa        | Nélson Semedo | 66' |
| 21 | Delantero      | Diogo Jota    | 75' |
| 16 | Centrocampista | Matheus Nunes | 75' |

| Anotado         | 2'  | Khvicha Kvaratskhelia | 1:0 |
| Anotado · Penal | 57' | Georges Mikautadze    | 2:0 |

| Amonestado | 85' | Anzor Mekvabishvili |

| Amonestado | 28' | Cristiano Ronaldo |
| Amonestado | 44' | Pedro Neto        |
| Amonestado | 53' | Rúben Neves       |

| Árbitro             | Sandro Schärer   |
| Árbitros asistentes | Stefan Lupp      |
| Árbitros asistentes | Bekim Zogaj      |
| Cuarto árbitro      | Mykola Balakin   |
| Quinto árbitro      | Oleksandr Berkut |
| VAR                 | Fedayi San       |
| Adicional VAR       | Willy Delajod    |
| Adicional VAR       | Jérôme Brisard   |

| Estadísticas      | Bandera de Georgia | Bandera de Portugal |
| Tiros             | 7                  | 23                  |
| Tiros a puerta    | 3                  | 5                   |
| Faltas            | 6                  | 11                  |
| Saques de esquina | 1                  | 11                  |
| Penaltis          | 1                  | 0                   |
| Fueras de juego   | 0                  | 1                   |
| Posesión de balón | 32%                | 68%                 |

### Octavos de final

#### Portugal vs Eslovenia
| 1 de julio de 2024, 21:00 | Portugal                      | 0:0 (t. s.)(3:0 p.)        | Eslovenia                    | Frankfurt Arena, Fráncfort                                                          |                                                                                     |
| |                               | Reporte                    |                              | Asistencia: 46 576 espectadores Árbitro(s): Daniele Orsato VAR: Massimiliano Irrati | Asistencia: 46 576 espectadores Árbitro(s): Daniele Orsato VAR: Massimiliano Irrati |
| |                               | Tiros desde el punto penal |                              |                                                                                     |                                                                                     |
| | - Ronaldo - Fernandes - Silva |                            | - Iličić - Balkovec - Verbič |                                                                                     |                                                                                     |
| Primera vez que un guardameta detiene tres penaltis en una tanda en la historia de la Eurocopa, con los tres atajados por Diogo Costa. |                               |                            |                              |                                                                                     |                                                                                     |

| 22         | Guardameta     | Diogo Costa       |      |
| 20         | Defensa        | João Cancelo      | 117' |
| 4          | Defensa        | Rúben Dias        |      |
| 3          | Defensa        | Pepe              | 117' |
| 19         | Defensa        | Nuno Mendes       |      |
| 8          | Centrocampista | Bruno Fernandes   |      |
| 6          | Centrocampista | João Palhinha     |      |
| 23         | Centrocampista | Vitinha           | 65'  |
| 10         | Delantero      | Bernardo Silva    |      |
| 7          | Delantero      | Cristiano Ronaldo |      |
| 17         | Delantero      | Rafael Leão       | 76'  |
| Entrenador | Entrenador     | Roberto Martínez  |      |

| 1          | Guardameta     | Jan Oblak         |      |
| 2          | Defensa        | Žan Karničnik     |      |
| 21         | Defensa        | Vanja Drkušić     |      |
| 6          | Defensa        | Jaka Bijol        |      |
| 3          | Defensa        | Jure Balkovec     |      |
| 20         | Centrocampista | Petar Stojanović  | 86'  |
| 22         | Centrocampista | Adam Gnezda Čerin |      |
| 10         | Centrocampista | Timi Max Elšnik   | 106' |
| 17         | Centrocampista | Jan Mlakar        | 74'  |
| 9          | Delantero      | Andraž Šporar     | 75'  |
| 11         | Delantero      | Benjamin Šeško    |      |
| Entrenador | Entrenador     | Matjaž Kek        |      |

| 21 | Delantero      | Diogo Jota          | 65'  |
| 26 | Delantero      | Francisco Conceição | 76'  |
| 2  | Defensa        | Nélson Semedo       | 117' |
| 18 | Centrocampista | Rúben Neves         | 117' |

| 5  | Centrocampista | Jon Gorenc Stanković | 74'  |
| 19 | Delantero      | Žan Celar            | 75'  |
| 7  | Delantero      | Benjamin Verbič      | 86'  |
| 26 | Delantero      | Josip Iličić         | 106' |
| 9  | Delantero      | Niclas Füllkrug      | 76'  |

|                   |                  | 0:0 | Fallo de penal (atajado) | Josip Iličić    |
| Cristiano Ronaldo | Acierto de penal | 1:0 |                          |                 |
|                   |                  | 1:0 | Fallo de penal (atajado) | Jure Balkovec   |
| Bruno Fernandes   | Acierto de penal | 2:0 |                          |                 |
|                   |                  | 2:0 | Fallo de penal (atajado) | Benjamin Verbič |
| Bernardo Silva    | Acierto de penal | 3:0 |                          |                 |

| Amonestado | 107' | João Cancelo     |
| Amonestado | 111' | Roberto Martínez |

| Amonestado | 32'  | Vanja Drkušić        |
| Amonestado | 37'  | Žan Karničnik        |
| Amonestado | 101' | Jon Gorenc Stanković |
| Amonestado | 106' | Jaka Bijol           |
| Amonestado | 107' | Jure Balkovec        |

| Expulsado | 105+1' | Matjaž Kek |

| Árbitro                                            | Daniele Orsato        |
| Árbitros asistentes                                | Ciro Carbone          |
| Árbitros asistentes                                | Alessandro Giallatini |
| Cuarto árbitro                                     | Espen Eskås           |
| Quinto árbitro                                     | Jan Erik Engan        |
| Árbitro asistente de video                         | Massimiliano Irrati   |
| Árbitros asistentes del árbitro asistente de video | Paolo Valeri          |
| Árbitros asistentes del árbitro asistente de video | Marco Fritz           |

| 22         | Guardameta     | Diogo Costa       |      |
| 20         | Defensa        | João Cancelo      | 117' |
| 4          | Defensa        | Rúben Dias        |      |
| 3          | Defensa        | Pepe              | 117' |
| 19         | Defensa        | Nuno Mendes       |      |
| 8          | Centrocampista | Bruno Fernandes   |      |
| 6          | Centrocampista | João Palhinha     |      |
| 23         | Centrocampista | Vitinha           | 65'  |
| 10         | Delantero      | Bernardo Silva    |      |
| 7          | Delantero      | Cristiano Ronaldo |      |
| 17         | Delantero      | Rafael Leão       | 76'  |
| Entrenador | Entrenador     | Roberto Martínez  |      |

| 1          | Guardameta     | Jan Oblak         |      |
| 2          | Defensa        | Žan Karničnik     |      |
| 21         | Defensa        | Vanja Drkušić     |      |
| 6          | Defensa        | Jaka Bijol        |      |
| 3          | Defensa        | Jure Balkovec     |      |
| 20         | Centrocampista | Petar Stojanović  | 86'  |
| 22         | Centrocampista | Adam Gnezda Čerin |      |
| 10         | Centrocampista | Timi Max Elšnik   | 106' |
| 17         | Centrocampista | Jan Mlakar        | 74'  |
| 9          | Delantero      | Andraž Šporar     | 75'  |
| 11         | Delantero      | Benjamin Šeško    |      |
| Entrenador | Entrenador     | Matjaž Kek        |      |

| 21 | Delantero      | Diogo Jota          | 65'  |
| 26 | Delantero      | Francisco Conceição | 76'  |
| 2  | Defensa        | Nélson Semedo       | 117' |
| 18 | Centrocampista | Rúben Neves         | 117' |

| 5  | Centrocampista | Jon Gorenc Stanković | 74'  |
| 19 | Delantero      | Žan Celar            | 75'  |
| 7  | Delantero      | Benjamin Verbič      | 86'  |
| 26 | Delantero      | Josip Iličić         | 106' |
| 9  | Delantero      | Niclas Füllkrug      | 76'  |

|                   |                  | 0:0 | Fallo de penal (atajado) | Josip Iličić    |
| Cristiano Ronaldo | Acierto de penal | 1:0 |                          |                 |
|                   |                  | 1:0 | Fallo de penal (atajado) | Jure Balkovec   |
| Bruno Fernandes   | Acierto de penal | 2:0 |                          |                 |
|                   |                  | 2:0 | Fallo de penal (atajado) | Benjamin Verbič |
| Bernardo Silva    | Acierto de penal | 3:0 |                          |                 |

| Amonestado | 107' | João Cancelo     |
| Amonestado | 111' | Roberto Martínez |

| Amonestado | 32'  | Vanja Drkušić        |
| Amonestado | 37'  | Žan Karničnik        |
| Amonestado | 101' | Jon Gorenc Stanković |
| Amonestado | 106' | Jaka Bijol           |
| Amonestado | 107' | Jure Balkovec        |

| Expulsado | 105+1' | Matjaž Kek |

| Árbitro                                            | Daniele Orsato        |
| Árbitros asistentes                                | Ciro Carbone          |
| Árbitros asistentes                                | Alessandro Giallatini |
| Cuarto árbitro                                     | Espen Eskås           |
| Quinto árbitro                                     | Jan Erik Engan        |
| Árbitro asistente de video                         | Massimiliano Irrati   |
| Árbitros asistentes del árbitro asistente de video | Paolo Valeri          |
| Árbitros asistentes del árbitro asistente de video | Marco Fritz           |

| Estadísticas      | Bandera de Portugal | Bandera de Eslovenia |
| Tiros             | 20                  | 10                   |
| Tiros a puerta    | 5                   | 2                    |
| Faltas            | 8                   | 17                   |
| Saques de esquina | 11                  | 4                    |
| Penaltis          | 1                   | 0                    |
| Fueras de juego   | 4                   | 6                    |
| Posesión de balón | 68%                 | 32%                  |

### Cuartos de final

#### Portugal vs. Francia
| 5 de julio de 2024, 21:00 | Portugal                           | 0:0 (t. s.)(3:5 p.)        | Francia                                           | Volksparkstadion, Hamburgo                                                     |                                                                                |
|                           |                                    | Reporte                    |                                                   | Asistencia: 47 789 espectadores Árbitro(s): Michael Oliver VAR: Pol van Boekel | Asistencia: 47 789 espectadores Árbitro(s): Michael Oliver VAR: Pol van Boekel |
|                           |                                    | Tiros desde el punto penal |                                                   |                                                                                |                                                                                |
|                           | - Ronaldo - Silva - Félix - Mendes |                            | - Dembélé - Fofana - Koundé - Barcola - Hernandez |                                                                                |                                                                                |

| 22         | Guardameta     | Diogo Costa       |       |
| 20         | Defensa        | João Cancelo      | 74'   |
| 3          | Defensa        | Pepe              |       |
| 4          | Defensa        | Rúben Dias        |       |
| 19         | Defensa        | Nuno Mendes       |       |
| 23         | Centrocampista | Vitinha           | 119'  |
| 6          | Centrocampista | João Palhinha     | 90+2' |
| 8          | Centrocampista | Bruno Fernandes   | 74'   |
| 10         | Delantero      | Bernardo Silva    |       |
| 7          | Delantero      | Cristiano Ronaldo |       |
| 17         | Delantero      | Rafael Leão       | 106'  |
| Entrenador | Entrenador     | Roberto Martínez  |       |

| 16         | Guardameta     | Mike Maignan        |      |
| 5          | Defensa        | Jules Koundé        |      |
| 4          | Defensa        | Dayot Upamecano     |      |
| 17         | Defensa        | William Saliba      |      |
| 22         | Defensa        | Theo Hernandez      |      |
| 13         | Centrocampista | N'Golo Kanté        |      |
| 8          | Centrocampista | Aurélien Tchouaméni |      |
| 6          | Centrocampista | Eduardo Camavinga   | 91'  |
| 7          | Centrocampista | Antoine Griezmann   | 67'  |
| 12         | Delantero      | Randal Kolo Muani   | 86'  |
| 10         | Delantero      | Kylian Mbappé       | 106' |
| Entrenador | Entrenador     | Didier Deschamps    |      |

| 2  | Defensa        | Nélson Semedo       | 74'   |
| 26 | Delantero      | Francisco Conceição | 74'   |
| 18 | Centrocampista | Rúben Neves         | 90+2' |
| 11 | Delantero      | João Félix          | 106'  |
| 16 | Centrocampista | Matheus Nunes       | 119'  |

| 11 | Delantero      | Ousmane Dembélé | 67'  |
| 15 | Delantero      | Marcus Thuram   | 86'  |
| 19 | Centrocampista | Youssouf Fofana | 91'  |
| 25 | Delantero      | Bradley Barcola | 106' |

|                   |                       | 0:1 | Acierto de penal | Ousmane Dembélé |
| Cristiano Ronaldo | Acierto de penal      | 1:1 |                  |                 |
|                   |                       | 1:2 | Acierto de penal | Youssouf Fofana |
| Bernardo Silva    | Acierto de penal      | 2:2 |                  |                 |
|                   |                       | 2:3 | Acierto de penal | Jules Koundé    |
| João Félix        | Fallo de penal (palo) | 2:3 |                  |                 |
|                   |                       | 2:4 | Acierto de penal | Bradley Barcola |
| Nuno Mendes       | Acierto de penal      | 3:4 |                  |                 |
|                   |                       | 3:5 | Acierto de penal | Theo Hernandez  |
|                   |                       |     |                  |                 |

| Amonestado | 107' | João Cancelo |

| Amonestado | 79' | João Palhinha  |
| Amonestado | 84' | William Saliba |

| Árbitro                                            | Michael Oliver     |
| Árbitros asistentes                                | Stuart Burt        |
| Árbitros asistentes                                | Daniel Cook        |
| Cuarto árbitro                                     | Szymon Marciniak   |
| Quinto árbitro                                     | Tomasz Listkiewicz |
| Árbitro asistente de video                         | Pol van Boekel     |
| Árbitros asistentes del árbitro asistente de video | David Coote        |
| Árbitros asistentes del árbitro asistente de video | Tomasz Kwiatkowski |

| 22         | Guardameta     | Diogo Costa       |       |
| 20         | Defensa        | João Cancelo      | 74'   |
| 3          | Defensa        | Pepe              |       |
| 4          | Defensa        | Rúben Dias        |       |
| 19         | Defensa        | Nuno Mendes       |       |
| 23         | Centrocampista | Vitinha           | 119'  |
| 6          | Centrocampista | João Palhinha     | 90+2' |
| 8          | Centrocampista | Bruno Fernandes   | 74'   |
| 10         | Delantero      | Bernardo Silva    |       |
| 7          | Delantero      | Cristiano Ronaldo |       |
| 17         | Delantero      | Rafael Leão       | 106'  |
| Entrenador | Entrenador     | Roberto Martínez  |       |

| 16         | Guardameta     | Mike Maignan        |      |
| 5          | Defensa        | Jules Koundé        |      |
| 4          | Defensa        | Dayot Upamecano     |      |
| 17         | Defensa        | William Saliba      |      |
| 22         | Defensa        | Theo Hernandez      |      |
| 13         | Centrocampista | N'Golo Kanté        |      |
| 8          | Centrocampista | Aurélien Tchouaméni |      |
| 6          | Centrocampista | Eduardo Camavinga   | 91'  |
| 7          | Centrocampista | Antoine Griezmann   | 67'  |
| 12         | Delantero      | Randal Kolo Muani   | 86'  |
| 10         | Delantero      | Kylian Mbappé       | 106' |
| Entrenador | Entrenador     | Didier Deschamps    |      |

| 2  | Defensa        | Nélson Semedo       | 74'   |
| 26 | Delantero      | Francisco Conceição | 74'   |
| 18 | Centrocampista | Rúben Neves         | 90+2' |
| 11 | Delantero      | João Félix          | 106'  |
| 16 | Centrocampista | Matheus Nunes       | 119'  |

| 11 | Delantero      | Ousmane Dembélé | 67'  |
| 15 | Delantero      | Marcus Thuram   | 86'  |
| 19 | Centrocampista | Youssouf Fofana | 91'  |
| 25 | Delantero      | Bradley Barcola | 106' |

|                   |                       | 0:1 | Acierto de penal | Ousmane Dembélé |
| Cristiano Ronaldo | Acierto de penal      | 1:1 |                  |                 |
|                   |                       | 1:2 | Acierto de penal | Youssouf Fofana |
| Bernardo Silva    | Acierto de penal      | 2:2 |                  |                 |
|                   |                       | 2:3 | Acierto de penal | Jules Koundé    |
| João Félix        | Fallo de penal (palo) | 2:3 |                  |                 |
|                   |                       | 2:4 | Acierto de penal | Bradley Barcola |
| Nuno Mendes       | Acierto de penal      | 3:4 |                  |                 |
|                   |                       | 3:5 | Acierto de penal | Theo Hernandez  |
|                   |                       |     |                  |                 |

| Amonestado | 107' | João Cancelo |

| Amonestado | 79' | João Palhinha  |
| Amonestado | 84' | William Saliba |

| Árbitro                                            | Michael Oliver     |
| Árbitros asistentes                                | Stuart Burt        |
| Árbitros asistentes                                | Daniel Cook        |
| Cuarto árbitro                                     | Szymon Marciniak   |
| Quinto árbitro                                     | Tomasz Listkiewicz |
| Árbitro asistente de video                         | Pol van Boekel     |
| Árbitros asistentes del árbitro asistente de video | David Coote        |
| Árbitros asistentes del árbitro asistente de video | Tomasz Kwiatkowski |

| Estadísticas      | Bandera de Portugal | Bandera de Francia |
| Tiros             | 15                  | 20                 |
| Tiros a puerta    | 4                   | 5                  |
| Faltas            | 8                   | 13                 |
| Saques de esquina | 11                  | 4                  |
| Penaltis          | 0                   | 0                  |
| Fueras de juego   | 1                   | 2                  |
| Posesión de balón | 63%                 | 37%                |